# Rhinaplomyia nasuta
Rhinaplomyia nasuta är en tvåvingeart som först beskrevs av Villeneuve 1937.  Rhinaplomyia nasuta ingår i släktet Rhinaplomyia och familjen parasitflugor. Inga underarter finns listade i Catalogue of Life.